# Chaseburg
Chaseburg ist eine Gemeinde (mit dem Status „Village“) im Vernon County im US-amerikanischen Bundesstaat Wisconsin. Im Jahr 2010 hatte Chaseburg 284 Einwohner.

## Geografie
Chaseburg liegt im Südwesten Wisconsins am Coon Creek, der 12 km westlich des Ortes in den Mississippi mündet. Der am Mississippi gelegene Schnittpunkt der drei Bundesstaaten Minnesota, Iowa und Wisconsin befindet sich 27,5 km südwestlich. 
Chaseburg liegt in der Driftless Area genannten eiszeitlich geformten Region, die sich über das südöstliche Minnesota, das südwestliche Wisconsin, das nordöstliche Iowa und das äußerste nordwestliche Illinois erstreckt. Bei der letzten Eiszeit, der so genannten Wisconsin Glaciation, blieb die Region eisfrei, sodass sich die Flusstäler auch während dieser Zeit tiefer in das Plateau einschneiden konnten.
Die geografischen Koordinaten von Chaseburg sind 43°39′28″ nördlicher Breite und 91°05′47″ westlicher Länge. Das Gemeindegebiet erstreckt sich über eine Fläche von 2,41 km². Der Ort wird vollständig von der Town of Hamburg umschlossen, ohne dieser anzugehören.
Nachbarorte von Chaseburg sind Coon Valley (9,6 km nordöstlich), Westby (22,9 km östlich), Viroqua (25,3 km südöstlich), Newton (13,8 südsüdöstlich), Genoa am Mississippi (18,7 km südwestlich), Stoddard an der Mündung des Coon Creek in den Mississippi (12,3 km westlich) und Pleasant Valley (11,5 km nordwestlich).
Die nächstgelegenen Großstädte sind Green Bay am Michigansee (333 km ostnordöstlich), Wisconsins größte Stadt Milwaukee (324 km ostsüdöstlich), Wisconsins Hauptstadt Madison (182 km südöstlich), Rockford in Illinois (309 km südöstlich), die Quad Cities in Illinois und Iowa (290 km südlich), Cedar Rapids in Iowa (251 km südsüdwestlich), Rochester in Minnesota (144 km westnordwestlich) und die Twin Cities in Minnesota (258 km nordwestlich).

## Verkehr
Der entlang des Coon Creek verlaufende Wisconsin State Highway 162 führt als wichtigste Straße durch Chaseburg. Die Hauptstraße des Ortes wird vom County Highway K gebildet, der über eine Brücke über den Coon Creek Chaseburg in südlicher Richtung verlässt. Alle weiteren Straßen sind untergeordnete Landstraßen, teils unbefestigte Fahrwege sowie innerörtliche Verbindungsstraßen.
Die nächsten Flughäfen sind der La Crosse Regional Airport (33,3 km nordnordwestlich), der Rochester International Airport in Rochester, Minnesota (142 km westnordwestlich) und der Dane County Regional Airport in Madison (196 km südöstlich).

## Bevölkerung
Nach der Volkszählung im Jahr 2010 lebten in Chaseburg 284 Menschen in 121 Haushalten. Die Bevölkerungsdichte betrug 117,8 Einwohner pro Quadratkilometer. In den 121 Haushalten lebten statistisch je 2,35 Personen. 
Ethnisch betrachtet setzte sich die Bevölkerung zusammen aus 96,5 Prozent Weißen, 0,4 Prozent (eine Person) Asiaten sowie 1,8 Prozent aus anderen ethnischen Gruppen; 1,4 Prozent stammten von zwei oder mehr Ethnien ab. Unabhängig von der ethnischen Zugehörigkeit waren 1,8 Prozent der Bevölkerung spanischer oder lateinamerikanischer Abstammung. 
25,4 Prozent der Bevölkerung waren unter 18 Jahre alt, 56,6 Prozent waren zwischen 18 und 64 und 18,0 Prozent waren 65 Jahre oder älter. 45,8 Prozent der Bevölkerung war weiblich.
Das mittlere jährliche Einkommen eines Haushalts lag bei 40.865 USD. Das Pro-Kopf-Einkommen betrug 19.579 USD. 8,6 Prozent der Einwohner lebten unterhalb der Armutsgrenze.